# SR Donaufeld Wien
Der SV Rasenspieler Donaufeld Wien ist ein Fußballverein aus der österreichischen Bundeshauptstadt Wien. 

## Geschichte
Der Verein wurde im Jahr 1912 unter dem Namen SC Austria Donauarbeiter mit den Vereinsfarben rot-schwarz-grün gegründet und trug seine Heimspiele bis 1965 am Ringelseeplatz aus. 1965 übersiedelte der SC Austria Donauarbeiter auf die neue Sportanlage Fultonstraße-Nordmanngasse und änderte seinen Vereinsnamen in Sportvereinigung Rasenspieler Donaufeld Wien. Allgemein wird der Klub unter der Bezeichnung SR Donaufeld Wien genannt. 
Der SR Donaufeld zählt zu den ältesten Vereinen Wiens. Von 1945 bis 1979 spielten die Donaufelder mit einer Ausnahme 1957, immer in der Wiener Liga und von 1979 bis 1981 in der Regionalliga Ost. Nach Auflösung der Regionalliga 1981 gab der Verein wieder ein Gastspiel in der Wiener Liga und spielte mit Wiedereinführung der Regionalliga 1987 bis 1990 wieder in derselben. 
Im Spieljahr 1989/90 feierte Donaufeld mit dem Meistertitel und dem damit verbundenen Aufstieg in die 2. Division der Bundesliga seinen größten Erfolg. Trotz geringer Verstärkungen konnten sich die Donaufelder in der zweiten Liga behaupten und qualifizierten sich auch für die folgende Spielsaison. Im Dezember 1991 spielte der SR Donaufeld erstmals beim Wiener Stadthallenturnier mit und spielte sich mit einem 5:2 gegen SK Rapid Wien, einem 4:1 gegen den Wiener Sport-Club und einem 3:3 gegen den FK Austria Wien in die Herzen des Publikums. Am Ende der Spielsaison 1991/92 mussten die Donaufelder jedoch wieder den Gang in die Regionalliga Ost antreten. 1994/95 folgte dann der Abstieg in die Wiener Liga, in der dann in der Saison 1995/96 mit dem Gewinn des Meistertitels der Wiederaufstieg in die Regionalliga gelang. Das Gastspiel in der dritten Leistungsstufe dauerte wiederum nur kurz und war mit dem neuerlichen Abstieg 1999 in die Wiener Liga. In der Saison 2013/2014 konnte sich Donaufeld zum fünften Mal den Titel in der Stadtliga sichern. In der anschließende Saison 2014/2015 erfolgte allerdings wieder der Abstieg in die Wiener Liga, wo der Verein bis zur Saison 2021/22 spielte. Mit diesem 6. Titel in der Wiener Liga wurde Donaufeld alleiniger Stadtliga Rekordmeister und durfte wieder in die Regionalliga Ost aufsteigen.

## Kampfmannschaft

### Trainerteam
Stand: 11. August 2022
| Funktion       | Name                | Geburtsdatum | Nationalität | beim Verein seit | letzter Verein   |
| -------------- | ------------------- | ------------ | ------------ | ---------------- | ---------------- |
| Trainer        | Josef Michorl       | 01.07.1966   | Osterreich   | 10/2019          | ASV Vösendorf    |
| Co-Trainer     | Günther Svarc       | 27.01.1989   | Osterreich   | 07/2019          | war Spieler      |
| Tormanntrainer | Christian Eisschiel | 03.02.1969   | Osterreich   | 09/2020          | Floridsdorfer AC |

### Aktueller Kader
Stand: 4. April 2023

## Erfolge
- 1 × Wiener TOTO-Cup-Sieger: 2005.
- Teilnahme Bundesliga-2. Division: 1991, 1992.
- Meister Regionalliga-Ost: 1990, 2025.
- Meister Wiener Stadtliga: 1979, 1982, 1986, 1996, 2014, 2022.